# 1999 en chimie
Cet article présente les faits marquants de l'année 1999 en chimie.

## Évènements
- Mars : l'ununquadium, élément chimique de numéro atomique 114, est synthétisé a l'Institut unifié de recherches nucléaires (JINR) de Dubna en Russie[1].
- Juin : les chercheurs du Laboratoire national Lawrence-Berkeley annoncent la découverte des éléments chimiques de numéro atomique 118 et 116[1].
- 31ème Olympiades Internationales de Chimie, organisées à Bangkok en Thaïlande du 4 juillet au 11 juillet[2].

## Prix
- Prix Nobel de chimie : Ahmed H. Zewail pour ses études des états de transition des réactions chimiques, en utilisant la spectroscopie de femtoseconde[3],[4].
- Prix Wolf de chimie : Raymond Lemieux « pour ses contributions fondamentales dans l'étude et la synthèse d'oligosaccharides et l'élucidation de leur rôle dans la reconnaissance moléculaire dans les systèmes biologiques »[5].
- Prix Procter & Gamble :  Nicholas J. Turro[6]
- Prix Anselme-Payen : John Blackwell[7]
- Médaille Garvan-Olin : Cynthia A. Maryanoff[8]
- Prix Ernest-Guenther : Kenji Mori[9]
- ACS Award in Pure Chemistry : Chad Mirkin[10]
- Arthur C. Cope Award : Ralph Hirschmann[11]
- Prix Irving-Langmuir : Daniel Kivelson[12]
- Médaille Priestley : Ronald Breslow[13],[14],[15]
- Médaille Leverhulme : Jack Baldwin[16]
- Médaille Davy : Malcolm H. Chisholm en reconnaissance de ses travaux de pointe en chimie inorganique, en particulier son impact majeur sur la chimie des métaux de transition et ses recherches pionnières sur les dialkylamides, alcoxydes et alkyles de dimolybdène et de ditungstène à triple liaison métal-métal, uniques en leur genre, et pour l'utilisation de ces composés dans d'autres synthèses importantes[17],[18].
- Prix Alfred-Bader : Clifford Leznoff[19]

- Grand prix Pierre-Süe : Bernard Cabane[20],[21]
- Grand prix Achille-Le-Bel : Jean-Claude Chottard[22]
- Claude S. Hudson Award in Carbohydrate Chemistry : Chi-Huey Wong[23]
- Médaille Lavoisier de la Société chimique de France : Gesellschaft Deutscher Chemiker (de) (« La GDCh »)[24],[25]
- Médaille William-H.-Nichols : Samuel J. Danishefsky[26]

## Décès
- 21 février : Gertrude Elion (née en 1918), pharmacologue et biochimiste américaine, prix Nobel de physiologie ou médecine en 1988.
- 25 février : Glenn Theodore Seaborg (né en 1912), physicien américain, prix Nobel de chimie en 1951.
- 3 mars : Gerhard Herzberg (né en 1904), physicien et chimiste canadien, prix Nobel de chimie en 1971.
- 7 mars : Sidney Gottlieb (né en 1918), psychiatre militaire et chimiste de l'armée américaine.
- 8 décembre : Olivier Kahn (né en 1942), chercheur en chimie français.
- 22 décembre : Faustino Cordón (né en 1909), biochimiste espagnol.